# Northorpe (South Kesteven)
Northorpe – osada w Anglii, w hrabstwie Lincolnshire. Leży 55 km na południe od Lincoln i 139 km na północ od Londynu.